# Ꙉ
제르브 (Ꙉ, ꙉ)는 고대 키릴 문자에 사용되었던 키릴 문자 중 하나이다. 이것은 많은 초기 세르비아어 비문에서 /dʑ/ 및 /tɕ/ (현대 đ/ђ 및 ć/ћ) 소리를 나타내는 데 사용되었다. 키릴 확장-B 표에서 U+A648 및 U+A649로 존재한다. 이것은 현대 문자 Ћ 및 Ђ의 기초이며, 전자는 실제로 제르브의 직접적인 부활이었고 동일한 문자로 간주되었다.
제르브는 또한 공식적으로 사용되는 문자였던 세르비아어 키릴 문자에서 흔히 사용된다. н 및 л 문자 앞에 올 때, 각각 오늘날 Њ 및 Љ로 표현되는 /ɲ/ 및 /ʎ/ 소리를 나타냈다.
이것은 Ǵ로 음역될 수 있다.

## 철자 개혁과 Ћ 및 Ђ 문자의 형성

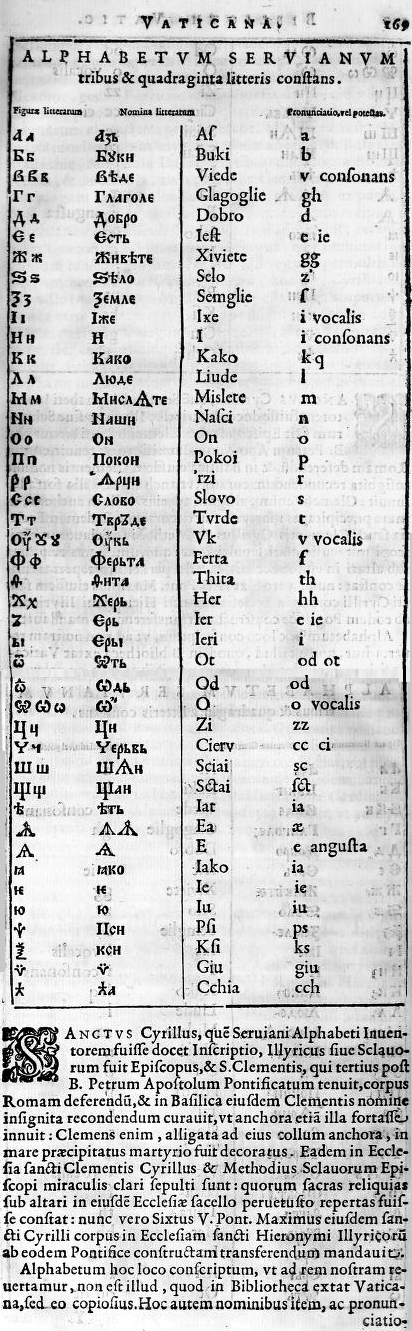
제르브가 있는 세르비아어 키릴 문자. 바티칸 도서관, 16세기

Ђ 문자는 1818년 부크 스테파노비치 카라지치에 의해 루키얀 무시츠키와 글리고리예 게르시치가 제르브를 개혁하려는 여러 제안 끝에 형성되었다. 그러나 (또한 제르브를 기반으로 한) Ћ 문자는 도시테이 오브라도비치에 의해 제르브의 직접적인 개혁에서 처음 사용되었다.

## 컴퓨팅 코드
| 미리 보기      | Ꙉ                  | Ꙉ                  | ꙉ                  | ꙉ                  |
| -------------- | ------------------ | ------------------ | ------------------ | ------------------ |
| 유니코드 이름  | 키릴 대문자 제르브 | 키릴 대문자 제르브 | 키릴 소문자 제르브 | 키릴 소문자 제르브 |
| 인코딩         | 10진               | 16진               | 10진               | 16진               |
| 유니코드       | 42568              | U+A648             | 42569              | U+A649             |
| UTF-8          | 234 153 136        | EA 99 88           | 234 153 137        | EA 99 89           |
| 수치 문자 참조 | &#42568;           | &#xA648;           | &#42569;           | &#xA649;           |